# Рододендрони
Рододендрони (лат. Rhododendron) је род биљака из породице вресова, унутар кога се према неким изворима налазе 1.024 врсте дрвенастих биљака, од којих су неке зимзелене, а неке листопадне, углавном расту у Азији, мада су такође широко распрострањене на Апалачијским планинама у Северној Америци. Већина врста има раскошне цветове јарких боја, који цветају од краја зиме до почетка лета.
Рододендрон је национални цвет Непала, као и држава Западна Вирџинија и Вашингтон.

## Име
Научни назив рода Rhododendron је кованица старогрчких речи ῥόδον - rhódon („ружа“) и δένδρον - déndron („дрво“).

## Таксономија
Рододендрон је највећи род породице вресова, са до 1.024 врсте према неким изворима, према другима тај број се креће од 850-1.000 у зависности од коришћеног извора. Род је морфолошки разноврстан. Последично, његова систематска класификација је историјски била сложено питање.

### Базе података
- USDA Plants Database: Rhododendron
- ITIS Report: Rhododendron
- eFloras.org
  - Flora of North America: Rhododendron
  - Flora of China: Rhododendron
  - Annotated Checklist of the Flowering Plants of Nepal: Rhododendron

### Удружења
- American Rhododendron Society
  - The Quarterly Bulletin of the American Rhododendron Society 1947-1981
  - Journal of the American Rhododendron Society (JARS) 1982-
  - „Genus Rhododendron Taxonomic Tree”. American Rhododendron Society. Information Source: Cox, Peter A. & Cox, Kenneth N. E. (1997). The Encyclopedia of Rhododendron Species. Glendoick Publishing. ISBN 978-0-9530533-0-8..
- The Rhododendron, Camellia & Magnolia Group of the Royal Horticultural Society
- Rhododendron Species Foundation and Botanical Garden
- Société Finlandaise du Rhododendron
- Australian Rhododendron Society
- German Rhododendron Society
- New Zealand Rhododendron Association
- Danish Rhododendron Society
- Fraser South Rhododendron Society

### Ботаничке баште
- Royal Botanic Garden Edinburgh: Rhododendrons at the four Gardens Архивирано на веб-сајту  (29. мај 2018)
- National Rhododendron Gardens Melbourne Australia Архивирано на веб-сајту  (4. март 2019)